# Світовий газовий конгрес
Світовий газовий конгрес (рос. всемирный газовый конгресс, англ. World Gas Congress (WGC), нім. Internationaler Gas-Kongress m) — всесвітня виставка й конгрес газової промисловості. Проводиться кожні три роки під керівництвом Міжнародного Газового Союзу (IGU) за участю декількох тисяч керівників і провідних співробітників нафтогазових компаній, а також провідних експертів газової промисловості, які збираються для обміну технічними ідеями й баченням розвитку світової газової індустрії. Організатор конференції — Міжнародний Газовий Союз (INTERNATIONAL GAS UNION) — був заснований в 1931 році як некомерційна, неполітична й недержавна організація для розвитку співробітництва між нафтогазовими компаніями й узагальнення світового досвіду газової промисловості. До його складу входять 69 дійсних членів з 68 країн світу і 31 асоційований член. Україна — дійсний член МГС.